# Acalypha divaricata
Acalypha divaricata é uma espécie de flor do gênero Acalypha, pertencente à família Euphorbiaceae.